# كارل أكسل بيترسون
كارل أكسل بيترسون (بالسويدية: Carl Axel Pettersson)‏ هو لاعب كرلنغ سويدي، ولد في 13 أبريل 1874 في Mönsterås ‏ في السويد، وتوفي في 31 مايو 1962 في ستوكهولم في السويد.

## وصلات خارجية
- كارل أكسل بيترسون على موقع الاتحاد الدولي للكرلنغ (الإنجليزية)
- كارل أكسل بيترسون على موقع أوليمبيديا (الإنجليزية)
- كارل أكسل بيترسون على موقع اللجنة الأولمبية السويدية (السويدية)